# C. Rob. Hammerstein

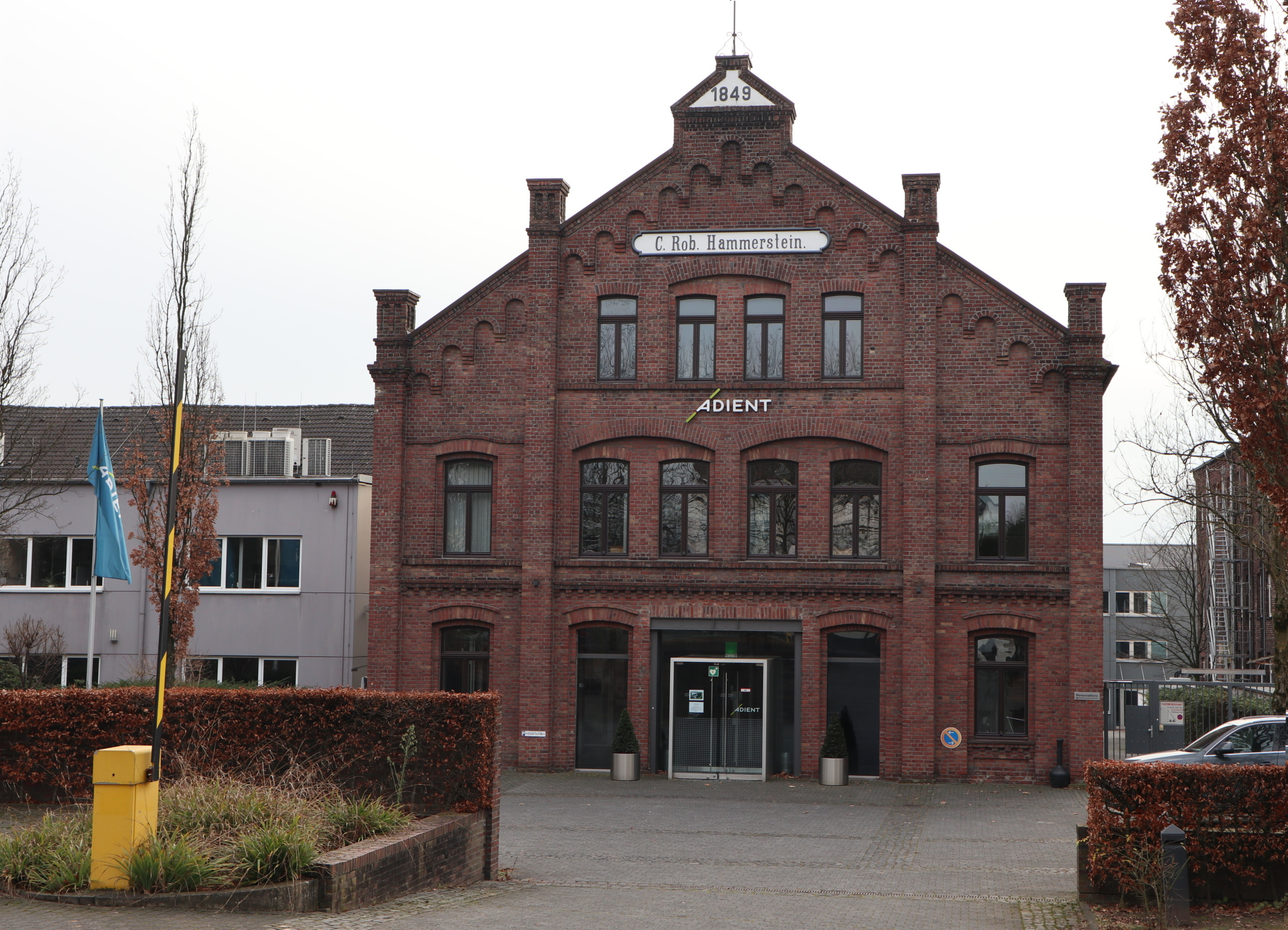
Das 1885 bezogene Fabrikgebäude der Firma C. Rob. Hammerstein, heute Adient

Die C. Rob. Hammerstein GmbH & Co. KG (CRH) bzw. CRH-Group war ein deutscher Automobilzulieferer mit Sitz in Solingen. Im Januar 2011 wurde die Unternehmensgruppe an den US-amerikanischen Automobilzulieferer Johnson Controls veräußert. Seit 2016 gehört das Unternehmen zu Adient.
Das Unternehmen war mit Vertriebs- und Produktionsstandorten in Deutschland, Rumänien, Ungarn, Schweden, Tschechische Republik, Türkei, USA, Mexiko, der Volksrepublik China, Japan und Südkorea vertreten. Es war anerkannter Spezialist für Sitzstrukturen und beliefert Kunden wie Bentley, Porsche, BMW, Ferrari, Audi, Ford, Daimler-Benz, Volkswagen AG, Land-Rover und Maserati.

## Geschichte
Der Kaufmann Carl Robert Hammerstein aus Merscheid (heute Solingen) stieg im Jahre 1849 als Eisen- und Stahlwarenhändler in die Produktion von Stahl(taschen)bügeln für die Offenbacher Lederwarenindustrie ein. Die Fertigung von Hammerstein begann im sogenannten Gewerbegehöft am heutigen Eschenweg, das als eindrucksvolles Beispiel der Frühindustrialisierung heute unter Denkmalschutz steht. Die Taschenbügelfertigung war ein in den 1840er Jahren im Raum Wald und Merscheid aufkommender neuer Wirtschaftszweig, der die bisher vorherrschende Klingenherstellung ergänzte. So war es auch die Taschenbügelfertigung, die als erster Wirtschaftszweig im Solinger Raum zur industriellen Fertigung überging. Im Jahre 1870 erfolgte die Umstellung der Fertigung auf die Herstellung von Schirmfurnituren, wozu auch ein neues Produktionsgebäude am heutigen Eschenweg errichtet wurde.
Die Umstellung der Produktion auf Schirmfurnituren, die in der zweiten Hälfte des 19. Jahrhunderts stark nachgefragt wurden, bewirkte ein stetes Wachstum des Unternehmens. Dies hatte zur Folge, dass die Produktionskapazitäten am Eschenweg rasch erschöpft waren und ein Umzug mit der Errichtung neuer Produktionsgebäude erforderlich wurde. So ließ Hammerstein im Jahre 1885 an der damaligen Hauptstraße (heute Merscheider Straße) ein neues Werk errichten. Das neu erbaute Verwaltungsgebäude, ein repräsentativer unverputzter Ziegelbau, trägt die Jahreszahl 1849 als Gründungsjahr des Unternehmens im Giebel. Es ist heute ebenfalls in die Liste der Baudenkmäler eingetragen. Die Herstellung von Schirmfurnituren wurde neben der Klingenherstellung im Solinger Raum ein bedeutsamer Industriezweig, der neben Hammerstein die Unternehmen Bremshey sowie Kortenbach & Rauh angehörten, die um die Wende zum 20. Jahrhundert drei Viertel des Weltmarktes belieferten. Im Jahre 1913 beschäftigte das Unternehmen bereits 325 Beschäftigte, von denen die meisten weiblich waren. Dies lag in dem hohen Grad der Mechanisierung begründet, der nur noch relativ wenige Fachkräfte benötigte.
Durch den Ersten Weltkrieg verlor Hammerstein seine Vormachtstellung auf dem Weltmarkt und stellte die Produktion schließlich um. Ab 1924 wurden Stahlrohre zunächst für die Fahrradindustrie, später für die wachsende Automobilindustrie hergestellt. Ein kurzer Wiedereinstieg in die Schirmherstellung in den 1960er Jahren endete 1972 mit der endgültigen Einstellung der Fertigung dieses Produktes. Hammerstein fokussierte sich auf die Herstellung von Zubehörteilen für die Automobilindustrie und spezialisierte sich durch zahlreiche Innovationen schließlich auf den Bereich der Autositze. So hatte das Unternehmen etwa im Jahre 1969 die elektrische Sitzhöhenverstellung entwickelt. Komplettsitzstrukturen wurden ab 1999 in Serie gefertigt. Bereits 1994 wurde ein erstes ausländisches Werk in Ungarn eröffnet, das 1055 Mitarbeiter beschäftigte. Weitere Werke folgten etwa in den USA, in Rumänien und in China. Um die Jahrtausendwende war das Unternehmen mit 1500 Mitarbeitern der größte private Arbeitgeber in Solingen. Im Jahre 2001 übernahm Hammerstein das ehemalige Fabrikgelände der insolventen Gießerei Klopp an der Mühlenstraße in Ohligs und errichtete dort ein modernes Zweigwerk für die Vorfertigung.

## Übernahme
Ende 2010 wurde bekannt, dass das US-Unternehmen Johnson Controls das Solinger Unternehmen C. Rob.Hammerstein übernehmen und in den eigenen Konzern integrieren wolle. Die Übernahme wurde im Januar 2011 nach Zustimmung der Kartellbehörden vollzogen. Im Rahmen einer Neustrukturierung und Ausgliederung der Automobilsparte entstand im Jahre 2016 das Unternehmen Adient, zu dem auch die ehemaligen CRH-Standorte heute gehören. Nach umfangreichem Personalabbau wurden 2020 am Entwicklungsstandort in Solingen-Merscheid rund 250 Mitarbeiter und am Produktionsstandort in Solingen-Ohligs rund 300 Mitarbeiter beschäftigt.